# IFK Arboga IK
IFK Arboga IK, även IFK Arboga, IFK Arboga Hockey och Arboga Hockey, är en ishockeyklubb ifrån Arboga i Västmanland och en alliansförening inom IFK Arboga. Klubben spelar sina hemmatcher i Sparbanken Arena och har genom åren spelat i blåa tröjor hemma samt vita borta.
IFK Arboga:s hockeysektion bildades 1937, men 1991 delades klubbens sektioner upp i självständiga alliansföreningar och man antog då namnet IFK Arboga IK – där IK står för ishockeyklubb. 
Klubben har det klassiska IFK-märket som klubbmärke, fast märket använder ett vitt fällt där det står IFK i den övre delen och har en liten stjärna i blå färg i botten. Det sneda strecket är blått med namnet Arboga inskrivet i vit färg. Märket är placerad över en större blå stjärna med ordet hockey under IFK märket.
A-laget spelade sig upp i division I till säsongen 1997/98 och tog sig vidare i seriesystemet till Allsvenskan mellan säsongerna 1999/2000 och 2006/2007, med Västerås IK, HC Örebro och Bofors IK som största konkurrenter. Klubben slutade på kvalplats säsongen 2006/2007, men drog sig frivilligt ur på grund av ekonomiska problem. IFK Arboga IK:s herrseniorer spelar i Hockeyettan Västra säsongen 2018/2019.  Arboga Army är klubbens officiella supporterklubb.

## Säsonger
| Säsong                                       | Division                | Placering | Upp/nerflyttning |
| -------------------------------------------- | ----------------------- | --------- | ---------------- |
| 1944/1945                                    | Division II Västmanland | 5         |                  |
| 1945/1946                                    | Division II Västmanland | 5         | nerflyttade      |
| 1946–1949 spelade man i lägre divisioner.    |                         |           |                  |
| 1949/1950                                    | Division II Västra A    | 5         | nerflyttade      |
| Säsongen 1950/51 spelade man i Division III. |                         |           |                  |
| 1951/1952                                    | Division II Västra A    | 2         |                  |
| 1952/1953                                    | Division II Västra A    | 3         |                  |
| 1953/1954                                    | Division II Västra A    | 3         |                  |
| 1954/1955                                    | Division II Västra A    | 3         |                  |
| 1955/1956                                    | Division II Västra A    | 3         |                  |
| 1956/1957                                    | Division II Västra A    | 4         |                  |
| 1957/1958                                    | Division II Västra A    | 6         |                  |
| 1958/1959                                    | Division II Västra A    | 5         |                  |
| 1959/1960                                    | Division II Västra A    | 5         |                  |
| 1960/1961                                    | Division II Västra A    | 6         |                  |
| 1961/1962                                    | Division II Västra A    | 5         |                  |
| 1962/1963                                    | Division II Västra A    | 6         |                  |
| 1963/1964                                    | Division II Västra A    | 6         |                  |
| 1964/1965                                    | Division II Västra A    | 7         |                  |
| 1965/1966                                    | Division II Västra A    | 4         |                  |
| 1966/1967                                    | Division II Västra A    | 9         |                  |
| 1967/1968                                    | Division II Västra A    | 6         |                  |
| 1968/1969                                    | Division II Södra A     | 6         |                  |
| 1969/1970                                    | Division II Västra A    | 11        | nerflyttade      |
| 1970–1974 spelade man i Division III.        |                         |           |                  |
| 1974/1975                                    | Division II Södra A     | 9         | nerflyttade      |

1975 gjordes seriesystemet i ishockey om. Gamla Division II blev nu Division I och högsta serien kallades Elitserien. Arboga platsade inte längre i någon av de två högsta serierna utan spelade oftast i Division II. 1997 vinner man sin serie och får en plats i andradivisionen igen.
| Säsong    | Division           | Placering | Vårserie                  | Kval/Playoff                                                                            |
| --------- | ------------------ | --------- | ------------------------- | --------------------------------------------------------------------------------------- |
| 1997/1998 | Division I Västra  | 8         | 4:a i fortsättningsserien |                                                                                         |
| 1998/1999 | Division I Västra  | 2         | 8:a i Allsvenskan         | Serieomläggning: Kvalificerade för nya Allsvenskan                                      |
| 1999/2000 | Allsvenskan Södra  | 10        | 4:a i vårserien           |                                                                                         |
| 2000/2001 | Allsvenskan Södra  | 10        | 5:a i vårserien           |                                                                                         |
| 2001/2002 | Allsvenskan Norra  | 8         | 2:a i vårserien           | Utslagna av Bofors IK i playoff 1.                                                      |
| 2002/2003 | Allsvenskan Södra  | 9         | 2:a i vårserien           | Playoff: Vinner mot Bofors IK, utslagna av Skellefteå AIK.                              |
| 2003/2004 | Allsvenskan Södra  | 9         | 4:a i vårserien           |                                                                                         |
| 2004/2005 | Allsvenskan Norra  | 7         | 3:a i vårserien           | 1:a i norra kvalserien till Hockeyallsvenskan                                           |
| 2005/2006 | Hockeyallsvenskan  | 15        |                           | 2:a i kval till Hockeyallsvenskan                                                       |
| 2006/2007 | Hockeyallsvenskan  | 15        |                           | Drar sig ur kvalserien till Hockeyallsvenskan, nerflyttade.                             |
| 2007/2008 | Division 1C        | 4         | 5:a i Allettan Norra      |                                                                                         |
| 2008/2009 | Division 1C        | 4         | 5:a i Allettan Mellan     |                                                                                         |
| 2009/2010 | Division 1C        | 3         | 3:a i Allettan Mellan     | Playoff: Vinner mot Valbo HC, utslagna av Nybro Vikings IF.                             |
| 2010/2011 | Division 1C        | 3         | 7:a i Allettan Mellan     |                                                                                         |
| 2011/2012 | Division 1E        | 5         | 3:a i fortsättningsserien |                                                                                         |
| 2012/2013 | Division 1E        | 8         | 5:a i vårserien           | 4:a i kvalserie E till Division 1, nerflyttade                                          |
| 2013/2014 | Division 2B Västra | 2         |                           | Playoff: vinner över Köping och Avesta. 2:a i kvalserie C till Hockeyettan, uppflyttade |
| 2014/2015 | Hockeyettan Västra | 9         | 7:a i vårserien           | 2:a i kvalserie C till Hockeyettan                                                      |
| 2015/2016 | Hockeyettan Västra | 6         | 4:a i vårserien           |                                                                                         |
| 2016/2017 | Hockeyettan Västra | 7         | 4:a i vårserien           |                                                                                         |
| 2017/2018 | Hockeyettan Västra | 11        | 6:a i vårserien           | 1:a i kvalserien till Hockeyettan Västra                                                |
| 2018/2019 | Hockeyettan Västra | 6         | 6:a i Vårettan Västra     | 5:a i kvalserien, nerflyttade                                                           |

### Webbkällor
- Swehockey: Division 2 Västra B, Playoff till Division 1 kval och Kvalet till Hockeyettan
- Eliteprospects: Tabeller från Division 1 och 2 säsong 1999/2000-nutid
- Everysport: Tabeller från Division 1 och 2 säsong 1999/2000-nutid
- Magazin 24: Artiklar om IFK Arboga IK